# كليفورد تايلور
كليفورد تايلور (1 أغسطس 1875 ببرستل في المملكة المتحدة - 10 نوفمبر 1952 في المملكة المتحدة) (بالإنجليزية: Clifford Taylor)‏ هو لاعب كريكت بريطاني (وحمل سابقاً جنسية المملكة المتحدة لبريطانيا العظمى وأيرلندا). لعب مع نادي مقاطعة غلوستر للكريكت ‏.

## وصلات خارجية
- كليفورد تايلور على موقع إي آس بي آن كريك إنفو (الإنجليزية)